# Fajolles
Fajolles település Franciaországban, Tarn-et-Garonne megyében. Lakosainak száma 109 fő (2022. január 1.). Fajolles Angeville, Coutures, Garganvillar, Saint-Arroumex és Sérignac községekkel határos.

## Népesség
A település népessége az elmúlt években az alábbi módon változott:
| Lakosok száma | 97   | 97   | 99   | 98   | 99   | 100  | 101  | 105  | 109  |
|               | 2013 | 2015 | 2016 | 2017 | 2018 | 2019 | 2020 | 2021 | 2022 |